# Forsebia perlaeta
Forsebia perlaeta là một loài bướm đêm trong họ Erebidae.